# Philip Rosenthal (industriale)
Philip Rosenthal (Berlino, 23 ottobre 1916 – Selb, 27 settembre 2001) è stato un imprenditore e politico tedesco.
Presidente dell'omonima azienda, è stato parlamentare nelle file del Partito Socialdemocratico di Germania (SPD).

## Biografia
Philip Rosenthal nasce il 23 ottobre 1916, figlio di Philipp Rosenthal, fondatore dell'omonima azienda di porcellana. Rosenthal studia arte ad Oxford, presso l'Exeter College. Con l'ascesa del Nazismo, Rosenthal sceglie di combattere l'antisemitismo arruolandosi nella Legione straniera francese. Quando anche la Francia viene invasa, e l'esercito smette di combattere Hitler, Rosenthal cerca di fuggire; dopo due anni e quattro tentativi, si rifugia in Inghilterra, e lavora, sotto il nome di Rossitter, per il Foreign Office britannico. L'esperienza verrà raccontata nel libro di memorie Einmal Legionär ("Una volta legionario").
Nel 1947 Philip fa ritorno in Germania, ed entra nell'azienda di famiglia come direttore pubblicitario, e nel 1952 diventa direttore del settore design di Rosenthal, e creando la linea Rosenthal Studio Line, caratterizzato dalla collaborazione con celebri artisti e designer, al fine di rivitalizzare l'immagine dell'azienda coniugando la tradizione della Bauhaus e il design d'avanguardia. A partire dal 1965 si impegna in politica, a favore del Partito Socialdemocratico di Germania (SPD). Nel 1969 viene eletto al Bundestag, e nel 1970 diventa Ministro dell'economia.
Rosenthal muore nel 2001, all'età di 85 anni. Nel corso del 2004 viene allestita una mostra dedicata al personaggio, dal titolo Living with art - homage Philip Rosenthal, che oltre a diciotto opere realizzate durante gli anni della sua direzione dell'azienda, come le lumache bianche ideate da Günter Grass e il ritratto a colori di Rosenthal di Andy Warhol, esponeva due scacchiere in edizione limitata disegnate da Marcello Morandini e Bjørn Wiinblad.